# 大韓民国国際モーターサイクルショー
大韓民国国際モーターサイクルショー（だいかんみんこくこくさいモーターサイクルショー 英語表記：Korea International Motorcycle Show）は5日間に渡って開催される、韓国で唯一のオートバイのショーである。

## 会場
大韓民国大邱広域市北区　EXCO DAEGU（大邱展示コンベンションセンター）

## 主な出展者
大韓民国
- デーリムモーター
- S&Tモータース

日本
- 本田技研工業
- ヤマハ発動機
- スズキ
- 川崎重工業

アメリカ
- ハーレーダビッドソン

## 交通アクセス
航空
- 仁川国際空港 -（50分）- 大邱国際空港 -（15分）- EXCO
- 金浦国際空港 -（50分）- 大邱国際空港 -（15分）- EXCO
- 金海国際空港 -（90分）- EXCO

鉄道（KTX）
- ソウル駅 -（100分）- 東大邱駅 -（15分）- EXCO
- 釜山駅 -（60分）- 東大邱駅 -（15分）- EXCO